# Digangana Suryavanshi
Digangana Suryavanshi (Hindi: दीगंगना सूर्यवंशी; nacida el 15 de octubre de 1997 en Mumbai) es una actriz, cantante y escritora india, trabaja principalmente en la industria de la televisión Hindi. Ella es bien conocida por interpretar su personaje conocido como "Veerakri Sampooran Singh", en una popular serie de televisión titulada "Ek Veer Ki Ardaas...Veera". Como escritora, ha escrito una novela de su propia autoría titulada "Nixie the Mermaid and the Power of Love".

## Carrera
Suryavanshi fue vista por última vez en varias series de televisión como Shakuntala, Krisshna Arjun y Kya Kya Haadsa Haqeeqat. También apareció en la serie titulada "Ruk Jaana Nahin", interpretando a la hermana de Sanchi. Digangana fue contratada para trabajar en un programa de espectáculo llamado "Zee TV Qubool Hai", aunque más adelante abandonó el show. Actualmente, como actriz trabaja en la serie "Ek Veer Ki Ardaas ... Veera".

## Televisión
| Año          | Espectáculo               | Personaje                 | Canal     | Notas           |
| ------------ | ------------------------- | ------------------------- | --------- | --------------- |
| 2002         | Kya Haadsa Kya Haqeeqat   |                           | SET India | Child artist    |
| 2005         | Krisshna Arjun            |                           | Star Plus | Episodic role   |
| 2009         | Shakuntala                |                           | STAR One  | Child artist    |
| 2011         | Ruk Jaana Nahin           | Palakshi Tarachand Mathur | Star Plus | Supporting role |
| 2012         | Qubool Hai                | Nuzzhat Ahmed Khan        | Zee TV    | Supporting role |
| 2013–present | Ek Veer Ki Ardaas...Veera | Veera Sampooran Singh     | Star Plus | Lead role       |